# Kasidol
Kasidol (en serbe cyrillique : Касидол) est un village de Serbie situé sur le territoire de la ville de Požarevac, district de Braničevo. Au recensement de 2011, il comptait 563 habitants.

## Démographie

### Évolution historique de la population
| 1948  | 1953  | 1961  | 1971  | 1981  | 1991  | 2002 | 2011 |
| ----- | ----- | ----- | ----- | ----- | ----- | ---- | ---- |
| 1 272 | 1 317 | 1 276 | 1 289 | 1 227 | 1 144 | 744  | 563  |

|  |

## Personnalité
La chanteuse folk Dragana Mirković est née en 1968 à Kasidol.